# Йохан Кунау
Йохан Кунау (на немски: Johann Kuhnau, 6 април 1660 – 5 юни 1722) е германски композитор, органист и клавесинист.

## Биография
Канау е роден в Гайзинг. Той предшества Йохан Себастиан Бах на поста Кантор на църквата „Св. Тома“ в Лайпциг. Канау учи при Йохан Давид Хайнихен и Кристоф Граупнер. При тях той започва да композира, което прави до смъртта си. В последните години пише „Коледна кантата“, впоследствие приписвана като композиция на Бах (BWV 142). Днес музиколозите считат, че BWV 142 действително е на Канау, а музикантите вече я изпълняват много по-рядко.

## Творби
- Ausgewählte Kirchenkantaten, hrsg. Arnold Schering. Leipzig 1918
- Ausgewählte Klavierwerke, hrsg. Kurt Schubert. Mainz 1938
- „Der musicalische Quacksalber“, hrsg. Kurt Benndorf. Berlin 1900 (Ndr. d. Ausg. Dresden 1700)